# Sarcophaga salkhit
Sarcophaga salkhit är en tvåvingeart som beskrevs av Thomas Pape 1996. Sarcophaga salkhit ingår i släktet Sarcophaga och familjen köttflugor.
Artens utbredningsområde är Mongoliet. Inga underarter finns listade i Catalogue of Life.